# Virginia Gardner
Virginia Elizabeth Gardner (Sacramento, 18 aprile 1995) è un'attrice e modella statunitense.

## Vita privata
Nell'agosto 2023, ha sposato  Jed Elliott, bassista dei The Struts.

## Filmografia

### Cinema
- Project Almanac - Benvenuti a ieri (Project Almanac), regia di Dean Israelite (2015)
- Goat, regia di Andrew Neel (2016)
- Good Kids, regia di Chris McCoy (2016)
- Tell Me How I Die, regia di D.J. Viola (2016)
- Little Bitches, regia di Nick Kreiss (2018)
- Halloween, regia di David Gordon Green (2018)
- Starfish, regia di A.T. White (2018)
- Monster Party, regia di Chris von Hoffmann (2018)
- Liked, regia di Marja-Lewis Ryan (2018)
- Raccontami di un giorno perfetto (All the Bright Places), regia di Brett Haley (2020)
- Fall, regia di Scott Mann (2022)
- Uno splendido disastro (Beautiful Disaster), regia di Roger Kumble (2023)
- See You on Venus - Ci vediamo su Venere , regia di Joaquín Llamas (2023)
- Uno splendido disastro 2 - Il matrimonio (Beautiful Wedding), regia di Roger Kumble (2024)

### Televisione
- Hart of Dixie – serie TV, episodio 1x10 (2011)
- Lab Rats – serie TV, episodio 1x04 (2012)
- Glee – serie TV, episodi 4x16-4x18 (2013)
- The Goldbergs – serie TV, 8 episodi (2013)
- Le regole del delitto perfetto (How to Get Away with Murder) – serie TV, episodio 2x04 (2015)
- Law & Order - Unità vittime speciali (Law & Order: Special Victims Unit) – serie TV, episodio 17x20 (2016)
- Major Crimes – serie TV, episodio 5x09 (2016)
- Secrets and Lies – serie TV, episodi 2x05-2x10 (2016)
- Zoo – serie TV, episodi 3x01-3x02 (2017)
- Runaways  – serie TV, 33 episodi (2017-2019)
- The Righteous Gemstones – serie TV, episodio 1x02 (2019)
- Dolly Parton: Le corde del cuore (Dolly Parton's Heartstrings) – serie TV, episodio 1x06 (2019)
- American Horror Stories – serie TV, episodio 1x05 (2021)
- Gaslit, regia di Matt Ross – miniserie TV, puntata 5 (2022)
- 1923 – serie TV, episodi 2x05-2x06-2x07 (2025)

## Doppiatrici italiane
Nelle versioni in italiano delle opere in cui ha recitato, Virginia Gardner è stata doppiata da:
- Giulia Franceschetti in Halloween, Dolly Parton: Le corde del cuore, Uno splendido disastro
- Eleonora Reti in Project Almanac - Benvenuti a ieri, American Horror Stories
- Virginia Brunetti in Runaways
- Vittoria Bartolomei in Raccontami di un giorno perfetto
- Eva Padoan in Fall